# Antimatière
En physique des particules, l'antimatière est l'ensemble des antiparticules qui ont la même masse (la masse d'une antiparticule n'a cependant jamais pu être mesurée en 2018) et le même spin, mais des charges, nombres baryoniques et nombres leptoniques opposés aux particules ordinaires.
Il est supposé que l'antimatière n'existe qu'en quantités infimes dans l'Univers local, soit dans les rayons cosmiques, soit produite en laboratoire. Les travaux sur l'antimatière consistent en grande partie à expliquer la rareté de l'antimatière par rapport à la matière. Selon la théorie du Big Bang, la matière et l'antimatière devraient avoir été présentes en quantités égales. La totale absence, du moins en apparence, d'antimatière dans notre univers, reste l'un des mystères majeurs du modèle standard.

## Principe
La différence entre matière et antimatière se fait au niveau des charges (dont la charge électrique) : les particules composant l'antimatière ont des charges opposées à celles des particules jouant le même rôle dans la matière. Par exemple, la matière comprend les protons, positifs, et les électrons, négatifs. L'antimatière comprend donc les antiprotons, négatifs, et les antiélectrons (ou positons), positifs.
Pour une particule élémentaire de charge nulle, il est possible d'être sa propre antiparticule : c'est le cas du photon.
L'antimatière a été imaginée quand Paul Dirac a écrit l'équation portant son nom en 1928, et remarqué qu'elle s'appliquait encore pour des particules de charge opposée.
Il en déduit que pour chaque particule, il existe une antiparticule correspondante, ayant les mêmes caractéristiques, mais de charge opposée.

## Histoire
Avant la découverte officielle marquée par le prix Nobel du physicien de la California Institute of Technology (Caltech) Carl David Anderson, les premières particules d’antimatière ont été observées mais sans être reconnues, cinq ans avant que la théorie de Dirac n’apparaisse. C’est en 1923 que le physicien et académicien de l’académie soviétique des sciences Dmitry Skobeltzyn à Leningrad a en premier capturé l’existence d’un antiélectron. Alors en train d’étudier les rayons gamma grâce à une « chambre à nuage », c’est en disposant un aimant géant autour de cette chambre pour en réduire les électrons, qu’il s’est aperçu que les forces magnétiques avaient courbé la trajectoire de certains électrons dans le mauvais sens, impliquant une charge de ces particules opposée à celle des électrons « normaux ».
En 1928, Skobeltzyn montra ces images surprenantes lors d’une conférence internationale à Cambridge. Cependant, bien que la théorie de Dirac ait été présentée plus tard la même année et au même endroit, à ce moment, personne ne connaissait les antiélectrons, et donc l’expérience de Skobeltzyn ne lui obtint pas le prix Nobel. À la place, c’est Anderson qui, étant le premier à identifier les antiélectrons comme tels, se vit décerner le prix.
C’est ensuite en 1930 que le physicien de la Caltech Robert Millikan suggéra à son étudiant Carl Anderson de construire un aimant plus puissant qui courberait même la trajectoire des rayons cosmiques. Ce qu’il fit à l’aide des ingénieurs du laboratoire d’aéronautique qui se trouvait à côté, lui permettant d’observer les rayons cosmiques se courber. Pour être sûr que les trajectoires observées n’étaient pas juste des électrons arrivant par le bas, il disposa une plaque de plomb au milieu du dispositif, plaque qui ferait perdre de l’énergie aux électrons la passant permettant de voir dans quel sens ils la traversent. C’est ainsi qu’après plusieurs observations, il était assez sûr de lui pour présenter ses résultats, et fut publié en décembre 1931 par l’édition Science News Letter et inventa le nom “positron”.
Cependant, Anderson et Milikan se trouvant sur la côte Ouest des États-Unis et à cause de la communication de l’époque qui n’était pas aussi rapide qu’aujourd’hui, ils n’étaient pas au courant du travail de Dirac et de ses implications. Ce n’est que le 13 mars 1933 que le résultat d’Anderson fut réellement publié dans une revue de physique, signant la découverte de la première antiparticule appelée le positron, appuyé dans le même mois par la publication des travaux de Patrick Blackett et Giuseppe Occhialini.
Anderson obtiendra ensuite en 1936 une moitié du prix Nobel de physique pour sa découverte, l’autre moitié étant remise à Victor Franz Hess.
À noter que Irene et Frederic Joliot-Curie avaient aussi découvert par hasard le positron, sans s’en rendre compte.
La recherche d’une autre antiparticule : l’antiproton, a conduit à la construction en 1950 d’un nouvel accélérateur de particule, le BeVatron au  Laboratoire national Lawrence-Berkeley, assez puissant pour produire des antiprotons. C’est ensuite en 1955 que le groupe constitué de Owen Chamberlain, Emilio Segre, Clyde Wiegand et Tom Ypsilantis après avoir gagné une compétition consistant à présenter la meilleure idée pour isoler les antiprotons, ont pu être les premiers à utiliser l’accélérateur, découvrant ainsi l’antiproton. Ils seront suivis en 1957 par le groupe commandé par Oreste Piccione et constitué de Bruce Cork, Glen Lambertson et Wiliam Wenzel avec la découverte de l’antineutron au même endroit.
La découverte de l’antiproton permit à Chamberlain et Segre, qui avaient dirigé l’expérience, de gagner le Prix Nobel de physique en 1959. Ce prix fut cependant l’objet de dispute puisque Oreste Piccione estimait qu’il en méritait une partie pour leur découverte de l’antineutron et car il estimait que le groupe de Chamberlain et Segre avait volé son idée d’expérience.

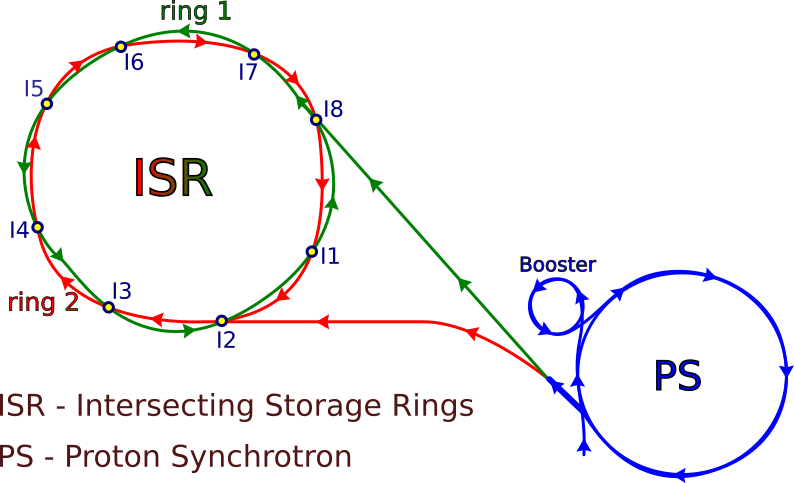
Anneau de stockage du CERN.

Après la découverte des premières antiparticules est venue la question du stockage de ces dernières. C’est d’abord le physicien Touschek avec un groupe de collègues au Laboratoire de Frascati qui ont dessiné et construit un des premiers accélérateurs de particule, Anello d’Accumulazione (AdA), leur permettant de stocker des électrons et des positrons, puis en 1963 un rayon intense de positrons. Aujourd’hui, des dispositifs similaires mais également certains de taille gigantesque sont utilisés comme au CERN. Ces anneaux de stockage permettant de collisionner des électrons et des positrons ont permis d’en apprendre énormément sur l’origine et la nature de la matière et sont à l’origine de nombreux prix Nobel.
En 1984, une autre manière de stocker des antiparticules a été utilisée par Hans Dehmelt en stockant pendant 3 mois un positron dans un « piège de Penning », utilisant ingénieusement des champs magnétiques et électriques.
Au CERN (Laboratoire européen de physique des particules), dans la nuit du 17 au 18 juillet 1986, pour la première fois dans l'histoire, de l'antimatière a été capturée dans un piège électromagnétique. En raison des conditions relativement précaires de cette première tentative réussie, les antiprotons n'ont pu être conservés que pendant dix minutes environ, une durée toutefois plus longue que les Américains Bill Kells de Fermilab et Gerald Gabrielse de l'Université de Washington n'avaient osé espérer. Lorsque ces chercheurs reviendront au CERN pour une nouvelle tentative, un appareillage plus perfectionné leur permettra de capturer quelques dizaines ou centaines d'antiprotons.
D'autres chercheurs américains, en provenance cette fois-ci du laboratoire militaire de Los Alamos (où durant la Seconde Guerre mondiale la bombe atomique a été mise au point) sont aussi à pied d'œuvre à Genève. Avec des moyens beaucoup plus importants et un matériel beaucoup plus sophistiqué, le plan était de capturer des antiprotons et les mettre en bouteille, mais en quantités beaucoup plus grandes. Comme ceux de l'équipe de l'Université de Washington, ils s'efforceront de déceler une infime différence de masse entre le proton et son antiparticule. Mais de plus, ils tenteront toutes sortes de manipulations telles que fabriquer de l'antihydrogène, injecter des antiprotons dans de l'hélium superfluide, rechercher des états métastables dans la matière ordinaire, etc. Des expériences cruciales ayant le potentiel de créer une nouvelle forme d'énergie nucléaire, utilisable à des fins civiles et militaires. Pour les expériences les plus délicates, ils pourraient ainsi emporter à Los Alamos une bouteille d'antimatière, cuvée 1987 ou 88, afin d'y mettre au point, dans le calme des montagnes du Nouveau Mexique, des armes nucléaires exemptes de retombées radioactives, des armes à faisceaux projetant des jets de plasmas thermonucléaires, des lasers à rayons x ou gamma, et d'autres armes encore secrètes, toutes actionnées par l'antimatière.
C'est principalement cet intérêt de la part des militaires américains comme soviétiques qui a permis de financer les recherches dans ce domaine. En effet, l'US Air Force demande dans les années 1980 à la RAND Corporation la possibilité d'utiliser les réactions d'annihilation de l'antimatière. En effet, des technologies comprenant des fusées anti-missiles ultra-rapides, la production d’énergie par des réacteurs compacts et légers pour les déploiements militaires dans l’espace et la conception d’armes à base de faisceaux d'antihydrogène, d'ondes électromagnétiques, de rayons X cohérents et de lasers à très haut rendement sont ainsi étudiées. Le CERN a joué un grand rôle dans ces études, étant le pionnier de la recherche sur l'antimatière. Il s'avérera que les Soviétiques aussi s'intéressaient au CERN pour les mêmes raisons, ce qui fut découvert en 1986.
En ce qui concerne les antiparticules neutres ou les antiatomes, c'est encore plus complexe. Il est impossible d’utiliser un champ électrique ou magnétique constants pour stocker l’antimatière neutre car ces champs n'ont aucun effet sur ces particules. Les scientifiques travaillent actuellement sur la possibilité d’utiliser des « bouteilles magnétiques », ou des « pièges optiques » (avec lasers) mais ces dispositifs sont toujours en phase de développement.
Concernant la découverte des autres antiparticules :
En 1965, a lieu la création du premier « antinoyau » avec un antideutéron, noyau de l'antideutérium, dans le Proton Synchrotron du CERN et au synchrotron à gradient alterné du Laboratoire national de Brookhaven.
En 1995, le premier atome d’antimatière est créé, l’antihydrogène, dans un laboratoire du CERN à Genève.
En 2010, sont créés les premiers antihypernoyaux.
Le 18 novembre 2010, des chercheurs du CERN ont annoncé qu’ils ont réussi à piéger pour la première fois des atomes d’antihydrogène dans un champ magnétique.
En 2011 est observé le plus lourd antinoyau : un noyau d'4He (antihélium 4).
En 2019, on connaît les antiparticules des quarks étrange, bottom et charmé.

## La réaction matière-antimatière
L'antimatière et la matière, quand elles entrent en contact, peuvent s'annihiler mutuellement. Elles sont alors transformées en énergie, suivant l'équation E=mc2. En fait, il s'agit de la seule situation connue dans laquelle la masse est intégralement convertie en énergie. Par comparaison, une réaction nucléaire classique ne dégage qu'une très petite partie de l'énergie « de masse » contenue dans les combustibles nucléaires utilisés (~1 millième), cette dernière dégageant pourtant bien plus d'énergie encore qu'une combustion (~1 million de fois plus).
Ce phénomène est réversible : de l'énergie peut être transformée en couple matière/antimatière. Mais il faut une concentration d'énergie énorme pour y parvenir.
Ce phénomène ne peut être utilisé comme source d'énergie puisque la seule antimatière dont on dispose est fabriquée en laboratoire précisément par cette réaction. Les lois de conservation des phénomènes physiques rendent impossible un gain d'énergie conséquent à la création puis la destruction d'antimatière.
L'antimatière pourrait en revanche être théoriquement employée comme moyen de stockage de l'énergie, mais pour l'instant l'énergie à employer pour créer de l'antimatière est égale à 108 fois l'énergie récupérée.

## La symétrie CPT
C, P et T sont des opérations de symétrie par inversion respectivement de la charge électrique, de la parité (c'est-à-dire des coordonnées dans l'espace à trois dimensions) et du temps. On s'intéressera alors à considérer que l'évolution d'un système lui conserve ou non l'une, deux ou ces trois symétries.
Selon le modèle standard, la matière et l'antimatière devraient se trouver en quantités égales dans l'Univers, ce qui n'est pas le cas. Avec l'amélioration des techniques d'observation, l'absence d'antimatière a été établie dans notre galaxie, la Voie lactée, puis dans les galaxies voisines, et enfin dans tout l'Univers visible. Une hypothèse avancée par les scientifiques est l’existence d’une asymétrie entre la matière et l’antimatière. Cette asymétrie serait à l’origine de l’absence apparente d’antimatière dans l’Univers. En effet, supposons que la matière et l’antimatière soient parfaitement symétriques, étant en quantités égales après le Big-bang, toute la matière et l’antimatière se seraient statistiquement annihilées. Notre existence montre qu’il reste pourtant encore de la matière. Il ne semble donc pas y avoir de symétrie complète. Cette asymétrie est révélée par une légère différence entre les interactions d’une particule de matière et d’une antiparticule. Cette dissymétrie a été expliquée en 1965 par Andreï Sakharov à l’aide de la « brisure de symétrie CP » (découverte expérimentalement en 1964). Cependant, cette brisure fut longtemps contestée, et il semble que Sakharov n’était pas au courant de ces expériences lorsqu’il publia son modèle.[réf. nécessaire]
Sakharov a déterminé trois conditions pouvant expliquer le passage d'un univers constitué à égalité de matière et d'antimatière à un univers constitué exclusivement de matière :
- qu'il y ait des différences entre les lois régissant l'évolution de la matière et celles de l'antimatière ;
- qu'il existe un processus violant la conservation du nombre baryonique ;
- qu'il y ait rupture de l'équilibre thermique.

La première violation de la symétrie charge parité (abrégée en symétrie CP) est constatée en 1964 sur les quarks étranges. En 2001, la violation de la symétrie CP est trouvée sur les quarks bottom, et en mars 2019 le LHC la détecte pour les quarks charmés.

### «Victoire» de la matière par violation de CP
Les kaons neutres sont des particules qui se transforment spontanément en leurs propres antiparticules, et ceci dans les deux sens. Mais il existe une asymétrie dans cette transformation, y compris vis-à-vis de la symétrie CP : la transformation d'un kaon en antikaon est légèrement plus lente que l'inverse. Le nombre de kaons présents tend donc à être supérieur à celui d'antikaons à un instant donné.
Cette asymétrie peut expliquer que l'antimatière se soit retrouvée en très légère minorité (un milliardième de moins) face à la matière (soit 1 000 000 000 particules d'antimatière pour 1 000 000 001 particules de matière classique). L'annihilation mutuelle a alors conduit à ne laisser que de la matière, en quantité infime par rapport à la quantité présente avant l'annihilation.
En 2025, l'expérience LHCb montre que la désintégration du baryon Λ0
b produit des particules de matière et d'antimatière dans des proportions légèrement différentes. Cette asymétrie est connue chez les mésons depuis 1964, mais c'est la première fois qu'elle est constatée chez des baryons. Elle pourrait aider à expliquer pourquoi l'antimatière semble quasi absente de l'Univers,.

### L'antimatière serait au-delà de notre champ de vision
Plus on regarde loin, plus on voit dans le passé car la lumière voyage à une vitesse limitée. Comme l'Univers a environ 13,7 milliards d'années, il n'est possible de voir que les objets dont la lumière a voyagé pendant moins de 13,7 milliards d'années. Or, du fait de son expansion, la distance à l'horizon cosmologique est de 46,5 milliards d'années-lumière, soit bien davantage que 13,7 milliards. L'antimatière peut donc se trouver au-delà de cet « horizon » visible.
Cependant, comme dit plus haut, le photon étant sa propre antiparticule, rien ne permet de distinguer facilement une lointaine galaxie (ou un amas) d'antimatière d'une galaxie (ou d'un amas) de matière. Enfin, on peut faire remarquer que, pour faire coexister dans un seul univers matière et antimatière, il suffit d'admettre que cet Univers est fortement structuré et que, pour une raison encore non établie, il n'y a pas « mélange immédiat » de ces deux parties.

### Hypothèse antigravitaire

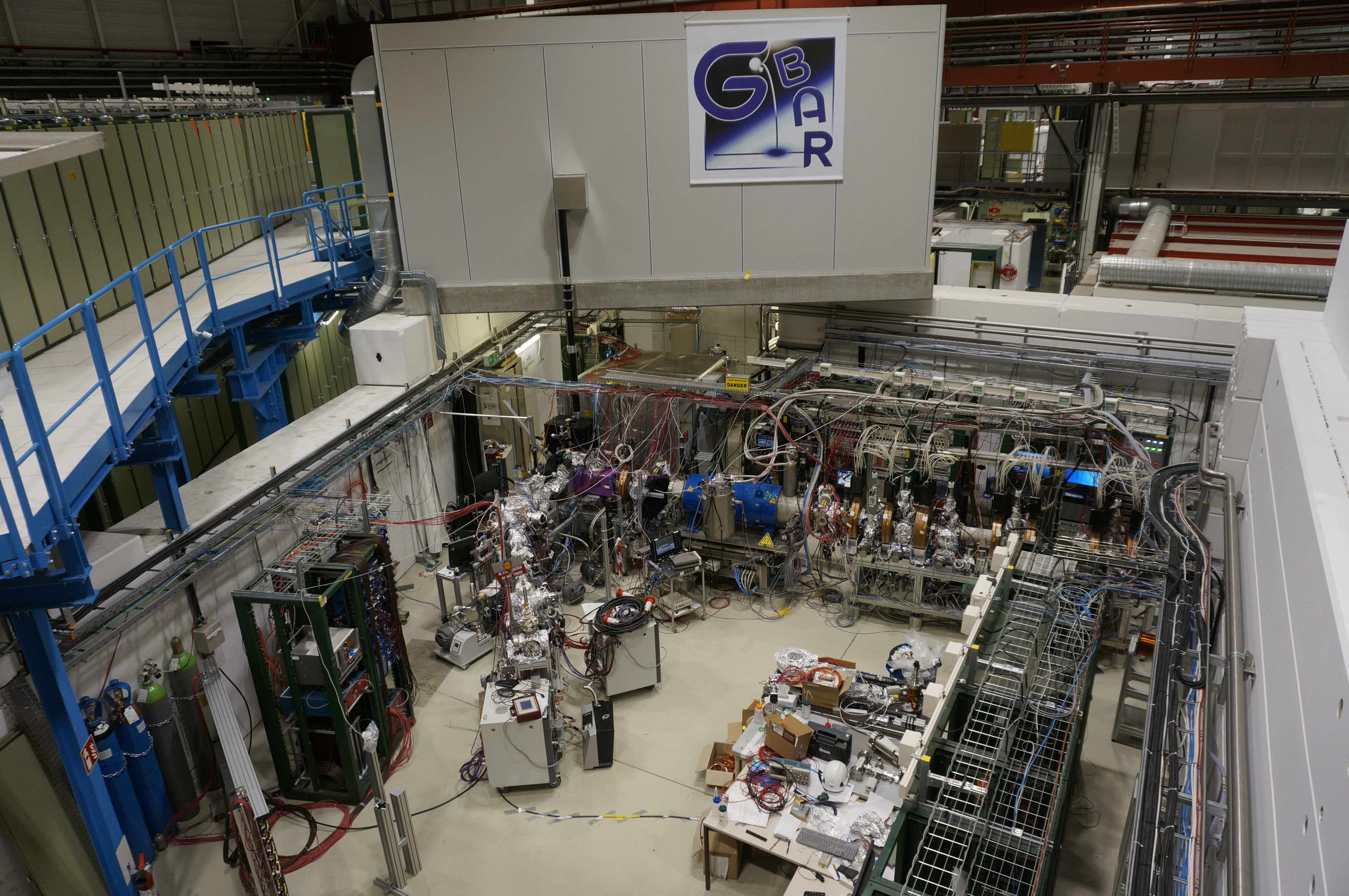
Expérience GBAR au CERN à l'"Antimater Factory".

Certaines théories au-delà du modèle standard prévoient une dissymétrie gravitationnelle entre particules et antiparticules au niveau de leur masse pesante (mais pas forcément de leur masse inerte), voire l'antigravité pour l'antimatière.
Dans un cas extrême (modélisé par un Univers dit de Dirac-Milne promu par le physicien français Gabriel Chardin), la répulsion entre matière et antimatière, et entre les particules d'antimatière elles-mêmes, aurait conduit ces dernières non pas à se concentrer en astres comme pour la matière, mais au contraire à se diluer au maximum dans l'espace (un peu comme un gaz dans un ballon prend tout le volume disponible), à l'écart des zones de concentration de matière, dans les régions actuellement désignées comme vides spatiaux. Selon cette hypothèse minoritaire, les antiparticules n'auraient pas mystérieusement disparu lors du Big-Bang, mais se retrouveraient simplement diluées dans ces régions au point d'être indétectables.
Diverses expériences au CERN (GBar, AlphaG, ou encore Aegis) visent depuis 2018 à détecter voire à mesurer une telle dissymétrie éventuelle de l'antimatière.
Une première expérience effectuée au CERN, appelée BASE, n’a cependant trouvé aucune différence entre matière et antimatière lorsqu’elles sont soumises à la gravitation avec une précision d'un millionième de millionième. Bien que ce résultat soit décevant pour les scientifiques étudiant cette hypothèse, une autre expérience appelée ALPHA-g est en cours, qui permettra d’avoir des résultats encore plus précis et utilisant une autre approche de mesure.

### Un anti-univers
Une hypothèse propose que l'antimatière ait été projetée, lors de la formation de l'Univers, dans un univers « parallèle », composé alors uniquement d'antimatière (ou, du moins, où la matière serait aussi rare que l'antimatière dans le nôtre). Cet univers parallèle serait alors appelé « anti-univers ». L'hypothèse est assez minoritaire.
Elle ne doit pas être confondue avec l'hypothèse de Sakharov, pour qui il existe un univers constitué d'antimatière avant l'instant zéro, et de matière après.

## Dans la pratique

### État de la recherche

#### Production naturelle d'antimatière
Grâce au télescope spatial Fermi, Michael Briggs, astrophysicien à l’université d’Alabama, a découvert que la foudre produisait des antiparticules (des positons). L’annihilation réciproque de ces positons et des électrons correspondants (leurs antiparticules) se manifeste sous la forme de rayonnements gamma dont le pic à 511 keV est typique d’un tel phénomène. L’énergie due à cette rencontre entre matière et antimatière monte vers la haute atmosphère pendant ces orages.
Par ailleurs, une ceinture naturelle d'antiprotons a été découverte autour de la Terre.

#### Production et conservation
La recherche sur la production et le stockage de l'antimatière s'améliore rapidement. On est ainsi capable de créer de l'antimatière, en utilisant notamment les accélérateurs de particules. Projeter des particules l'une contre l'autre y entraîne la formation d'antiprotons et de positons (des antiélectrons). Il est désormais possible de les isoler des autres particules via une méthode complexe, puis de les piéger dans un champ magnétique sous vide.
Des chercheurs ont déjà stocké ainsi des millions d'antiparticules dans des réservoirs pendant une semaine. La difficulté du stockage semble a priori réglée, les temps de stockage s'améliorant rapidement et le savoir-faire permettant de produire les quantités suffisantes requises par le besoin des expériences. Cependant, ces antiparticules ayant une grande vitesse après leur création, il faut les ralentir très fortement pour obtenir des antiatomes faciles à étudier, processus qui n'est pas encore résolu. L'expérience Aegis, qui est menée au CERN, a pour but de tester l'effet de la gravité sur l'antimatière.

### Perspectives

#### Production
Une « usine à antimatière » utilisant les techniques actuelles, construite exclusivement afin d'en produire (contrairement aux accélérateurs de particules, dont ce n'est pas le but premier), pourrait augmenter considérablement la quantité d'antimatière produite.
Les quantités produites, accumulées pendant plusieurs mois ou années, pourraient peut-être contribuer aux voyages spatiaux. En effet, une énorme quantité de carburant n'est déterminante qu'au décollage, pour échapper à l'attraction terrestre — le rapport de volume important entre une capsule spatiale et la fusée qui l'envoie hors de l'atmosphère en témoigne : l'essentiel du carburant est consacré à accélérer le carburant encore non consommé.

#### Dans le domaine spatial
Les recherches de la NASA prédisent qu'il serait possible de disposer de 10 mg d'antimatière, suffisante pour un voyage Terre-Mars, pour 250 millions de dollars[réf. obsolète].

#### Dans le domaine militaire
Une bombe utilisant un gramme d'antimatière libérerait une énergie d'environ 20 kilotonnes, soit presque autant que la bombe de Nagasaki. Cependant, le coût de production empêche en pratique l'utilisation d'une telle bombe et les difficultés de fabrication, insurmontables en l'état actuel (2025) des connaissances scientifiques, rendent cette perspective irréalisable.
L'antimatière pourrait servir de détonateur à une réaction de fusion thermonucléaire. Cela permettrait de se débarrasser du détonateur de la bombe H, qui est une bombe A (réaction de fission, très polluante, de matériaux lourds de type uranium ou plutonium).
Ainsi, les 5 kg de plutonium nécessaires à une réaction en chaine de fission ne seraient plus indispensables et seraient remplacés par quelques microgrammes d'antimatière. La taille des bombes H serait ainsi facilement réduite, ce qui permettrait leur utilisation dans les guerres conventionnelles. De plus, les retombées radioactives (sans la bombe A) seraient considérablement réduites par la non-utilisation d'éléments radioactifs à longue période.

#### En médecine
L'antimatière pourrait servir lors de certaines radiothérapies,,. L'antimatière permettrait d'irradier quatre fois plus de cellules cancéreuses avec moins de séquelles sur les tissus sains, parfois abîmés par les rayonnements utilisés.
Le PET-Scan (Positron Emission Tomography) ou tomographie par émission de positons utilise d'ores et déjà les propriétés d'interaction positon-électron à des fins de diagnostic. On injecte du glucose contenant des noyaux radioactifs dans le corps de la personne qui subit le PET-Scan. La désintégration de ces noyaux radioactifs émet des positons, qui vont réagir avec les électrons présents dans le corps humain selon la réaction matière-antimatière. Cela produit des photons à une énergie particulière, permettant de les identifier. In fine, on peut savoir où se sont fixées les molécules de glucose dans le corps.

## Dans la science-fiction
Plusieurs œuvres de science-fiction traitent de l'antimatière. C'est notamment le cas d'Anges et Démons de Dan Brown, où le vol d'un gramme d'antimatière est une clé de l'intrigue, ou le mode de propulsion du vaisseau spatial Enterprise (Star Trek) de la série télévisée de science-fiction Star Trek. L'antimatière est aussi utilisée comme arme et comme moyen de propulsion dans L'Aube de la nuit de Peter F. Hamilton, ainsi que comme arme de destruction massive dans La Spirale du temps de Roger Leloup.